# پر ناروسکین
پر ناروسکین (سوئدی: Per Naroskin؛ زادهٔ ۲۵ سپتامبر ۱۹۵۹) نویسنده، و روان‌شناس اهل سوئد است.